# Richard Waugh
Richard Waugh (London, 28 febbraio 1961) è un attore e doppiatore canadese.

## Biografia
È il più giovane di sette figli ed ha iniziato a studiare recitazione da bambino presso una compagnia di bambini.
È sposato dal 1989 con l'attrice Sarah Orenstein da cui ha avuto due figli.
Nel mondo videoludico è conosciuto per essere stato il doppiatore di Albert Wesker principale antagonista della serie Resident Evil.

## Filmografia parziale

### Attore

#### Cinema
- The Score, regia di Frank Oz (2001)
- Matrimonio impossibile, regia di Andrew Fleming (2003)
- Bailey – Il cane più ricco del mondo (Bailey's Billion$), regia di David Devine (2005)
- Broken Heart Syndrome, regia di Dusty Mancinelli (2012) - cortometraggio
- Cuffed, regia di Jackie English (2013) - cortometraggio
- The Second Time Around, regia di Leon Marr (2016)

#### Televisione
- Night Heat - serie TV, episodio 3x24 (1988)
- Kevin Hill - serie TV, episodio 1x21 (2005)
- Jimmy MacDonald's Canada - miniserie TV, 8 episodi (2005)
- I misteri di Murdoch (Murdoch Mysteries) - serie TV, 3 episodi (2008-2019)
- Majority Rules! - serie TV, 7 episodi (2009-2011)
- Giust'in tempo (Justin Time) - serie TV, 2 episodi (2011)
- Debra! - serie TV, 4 episodi (2011)
- Metaru Faito Beibureedo - serie TV, 7 episodi (2011)
- La mia babysitter è un vampiro (My Babysitter's a Vampire) - serie TV, 7 episodi (2012)
- Warehouse 13 - serie TV, episodio 4x06 (2013)
- Un angelo sotto l'albero (Angels and Ornament) - film TV, regia di Alan Goluboff (2014)
- Schitt's Creek - serie TV, 2 episodi (2015-2020)
- Reign - serie TV, episodio 2x17 (2015)
- L'esercito delle 12 scimmie (12 Monkeys) - serie TV, episodio 1x12 (2015)
- Beauty and the Beast - serie TV, episodio 3x08 (2015)
- Sensitive Skin - serie TV, episodio 2x02 (2016)
- Saving Hope - serie TV, episodio 4x16 (2016)
- Four in the Morning - serie TV, episodio 1x05 (2016)
- Natale a Christmas Valley - film TV, regia di Graeme Campbell (2016)
- Designated Survivor - serie TV, 7 episodi (2016-2017)
- Flint - film TV, regia di Bruce Beresford (2017)
- Magical Christmas Ornaments - film TV, regia di Mark Jean (2017)
- Wholesome Foods I Love You... Is That OK? - serie TV, episodio 1x13 (2018)
- Il Natale di Grace (A Veteran's Christmas) - film TV, regia di Mark Jean (2018)
- Cardinal - serie TV, episodio 3x04 (2019)
- Workin' Moms - serie TV, 4 episodi (2019-2021)
- The Umbrella Academy - serie TV, episodio 2x01 (2020)
- La regina degli scacchi (The Queen's Gambit) - serie TV, 2 episodi (2020)
- The Hot Zone - Area di contagio (The Hot Zone) - serie TV, 2 episodi (2021)
- Innamorarsi a Whitbrooke (Love in Whitbrooke) - film TV, regia di John Bradshaw (2021)
- You May Kiss the Bridesmaid - film TV, regia di Caroline Labrèche (2021)
- Per un calice d'amore (The Perfect Pairing), regia di Don McBrearty - film TV (2022)
- The Kings of Napa - serie TV, 2 episodi (2022)
- Ruby and the Well - serie TV, episodio 1x04 (2022)

### Doppiatore
- Resident Evil: Code Veronica - videogioco (2000)
- Resident Evil Zero - videogioco (2002)
- Resident Evil 4 - videogioco (2005)
- Le avventure di Chuck & Friends (The Adventures of Chuck and Friends) - serie TV, episodio 2x04 (2011)
- Zac & Penny - film TV, regia di Aiham Ajib (2012)
- Assassin's Creed: Odyssey - videogioco (2018)

## Doppiatori italiani
Nelle versioni in italiano delle opere in cui ha recitato, Richard Waugh è stata doppiato da:
- Enrico Di Troia in Matrimonio impossibile, Blue Bloods
- Stefano Billi in Designated Survivor, Alex Cross
- Ivo De Palma in La mia babysitter è un vampiro
- Vittorio Guerrieri in Schitt's Creek
- Gianluca Solombrino in Workin' Moms
- Giovanni Caravaglio in The Umbrella Academy
- Pierluigi Astore in La regina degli scacchi
- Mino Caprio in Innamorarsi a Whitbrooke
- Fabio Gervasi in Per un calice d'amore